# Blois-sur-Seille
Blois-sur-Seille település Franciaországban, Jura megyében. Lakosainak száma 101 fő (2022. január 1.). Blois-sur-Seille Ladoye-sur-Seille, Château-Chalon, La Marre és Nevy-sur-Seille községekkel határos.

## Népesség
A település népességének változása:
| Lakosok száma | 100  | 82   | 79   | 98   | 115  | 114  | 105  | 101  | 99   | 101  |
|               | 1968 | 1982 | 1990 | 2006 | 2013 | 2015 | 2017 | 2019 | 2020 | 2022 |